# Clément (película)
Clément es una película francesa de drama, dirigida por Emmanuelle Bercot. Fue proyectada en la sección Un certain regard del Festival Internacional de Cine de Cannes de 2001.

## Reparto
- Olivier Guéritée como Clément
- Emmanuelle Bercot como Marion
- Kevin Goffette como Benoît
- Rémi Martin como Franck
- Lou Castel como François
- Catherine Vinatier como Aurore
- Jocelyn Quivrin como Mathieu
- David Saada como Maurice
- Eric Chadi como Julien
- Yves Verhoeven como Patrick